# Körperfresser 2 – Die Rückkehr
Körperfresser 2 – Die Rückkehr (Originaltitel: Invasion of the Pod People) ist ein US-amerikanischer SF-Horrorfilm von The Asylum aus dem Jahr 2007. Er basiert auf der Idee des Romans Die Körperfresser kommen von Jack Finney, welcher bereits mehrfach als Filmvorlage diente. Der Film ist ein Mockbuster, der gleichzeitig mit Invasion erschien.

## Handlung
Der Film handelt von Melissa, einer jungen Frau, die in Los Angeles für eine große Firma arbeitet. Eines Nachts gibt es einen ungewöhnlichen Meteorschauer. Melissa wird mit der Zeit bewusst, dass sich die Menschen ihrer Umgebung verändern, als ob ihre Gedanken nicht mehr ihre eigenen sind. Ihre Vorgesetzte und ihre Kolleginnen leben leidenschaftliche lesbische Fantasien aus, die sie zuvor nie gezeigt haben. Melissa findet im Laufe der Zeit heraus, dass die Stadtbewohner von einer Rasse Außerirdischer ersetzt werden. Sie wachsen in großen Samenkapseln heran, entwickeln die Form einer bestimmten Personen und ersetzen schließlich den betreffenden Menschen. Melissa flieht aus der Stadt, um die Menschen vor der Invasion zu warnen.

## Kritik
Das Lexikon des Internationalen Films sah ein „höchst mäßiges Remake“.